# Щеврик андійський
Ще́врик андійський (Anthus bogotensis) — вид горобцеподібних птахів родини плискових (Motacillidae). Мешкає в Південній Америці.

## Опис
Довжина птаха становить 15 см. Верхня частина тіла коричнева, поцяткована численними охристими і чорними смужками. Хвіст темний, стернові пера бліді, жовтуваті. Нижня частина тіла охриста, поцяткована темними плямками.

## Підвиди
Виділяють чотири підвиди:
- A. b. meridae Taczanowski, 1875 — північно-західна Венесуела;
- A. b. bogotensis Hellmayr, 1921 — Колумбія і Еквадор;
- A. b. immaculatus (Lesson, R, 1839) — Перу і Болівія;
- A. b. shiptoni Bonaparte, 1850 — північно-західна Аргентина.

## Поширення і екологія
Андійські щеврики живуть на високогірних андійських луках, полях і пасовищах. Зустрічаються на висоті від 2100 до 4500 м над рівнем моря.